# Radzieje
Radzieje (deutsch Rosengarten) ist ein Dorf in der polnischen Woiwodschaft Ermland-Masuren und gehört zur Stadt- und Landgemeinde Węgorzewo (Angerburg) im Powiat Węgorzewski (Kreis Angerburg).

## Geographische Lage
Radzieje liegt im Nordosten der Woiwodschaft Ermland-Masuren, zwei Kilometer westlich des Jezioro Dobskie (deutsch Dobensee) und 14 Kilometer südwestlich der Kreisstadt Węgorzewo (Angerburg).

## Geschichte
Das einstige Rosengarten wurde 1417 gegründet und ist ein sehr altes Kirchdorf mit Bahnstation. Am 6. Mai 1874 wurde Rosengarten Amtsdorf und damit namensgebend für einen Amtsbezirk, der bis 1945 bestand und zum Kreis Angerburg im Regierungsbezirk Gumbinnen der preußischen Provinz Ostpreußen gehörte.

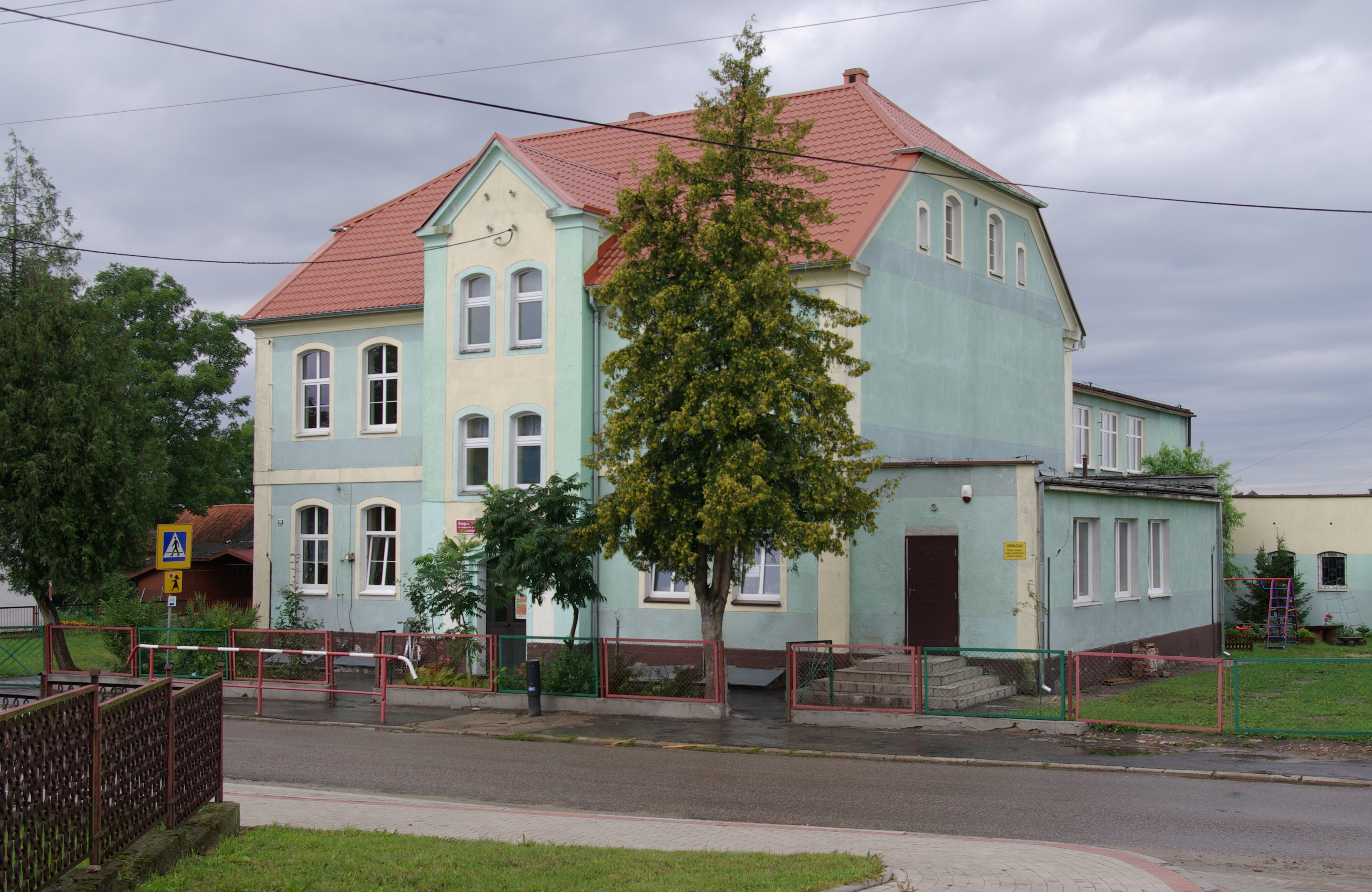
Die Schule in Radzieje (Rosengarten)

866 Einwohner lebten im Jahre 1910 in Rosengarten. Ihre Zahl stieg bis 1925 auf 985, belief sich 1933 auf 1082 und betrug 1939 bereits 1141.
In Kriegsfolge kam Rosengarten 1945 mit dem gesamten südlichen Ostpreußen zu Polen und erhielt die polnische Ortsbezeichnung „Radzieje“. Heute ist das Dorf Sitz eines Schulzenamtes (polnisch Sołectwo) und eine Ortschaft im Verbund der Stadt- und Landgemeinde Węgorzewo im Powiat Węgorzewski, vor 1998 der Woiwodschaft Suwałki, seither der Woiwodschaft Ermland-Masuren zugehörig.

### Amtsbezirk Rosengarten (1874–1945)
In den Jahren 1874 bis 1945 war Rosengarten Amtsdorf in einem Bezirk, zu dem anfangs sechs, am Ende noch drei Dörfer gehörten:
| Name            | Polnischer Name | Bemerkungen                            |
| --------------- | --------------- | -------------------------------------- |
| Grieslack       | Gryzławki       | 1928 nach Masehnen eingemeindet        |
| Langbrück       | Dłużec          |                                        |
| Masehnen (Dorf) | Mażany          |                                        |
| Masehnen (Gut)  | Mażany          | 1928 nach Masehnen (Dorf) eingemeindet |
| Pilwe           | Pilwa           | 1928 nach Langbrück eingemeindet       |
| Rosengarten     | Radzieje        |                                        |

Am 1. Januar 1945 gehörten nur noch die drei Gemeinden Langbrück, Masehnen und Rosengarten zum Amtsbezirk Rosengarten.

### Sołectwo Radzieje
Radzieje ist Sitz eines Schulzenamtes (polnisch Sołectwo) innerhalb der Stadt- und Landgemeinde Węgorzewo, dem 12 Ortschaften zugeordnet sind:
| Name            | Deutscher Name    |  | Name           | Deutscher Name               |
| --------------- | ----------------- |  | -------------- | ---------------------------- |
| Jerzykowo       | Georgenau         |  | Radzieje       | Rosengarten                  |
| Kamień          | Stein             |  | Stawiska       | Stawisken 1938–1945: Teichen |
| Kamionek Wielki | Ziegelei Steinort |  | Surwile        | Serwillen                    |
| Kietlice        | Kittlitz          |  | Sztynort Mały  | Klein Steinort               |
| Łabapa          | Labab             |  | Tarławecki Róg | Mittenort                    |
| Pniewo          | Stobben           |  | Tarławki       | Taberlack                    |

## Kirche

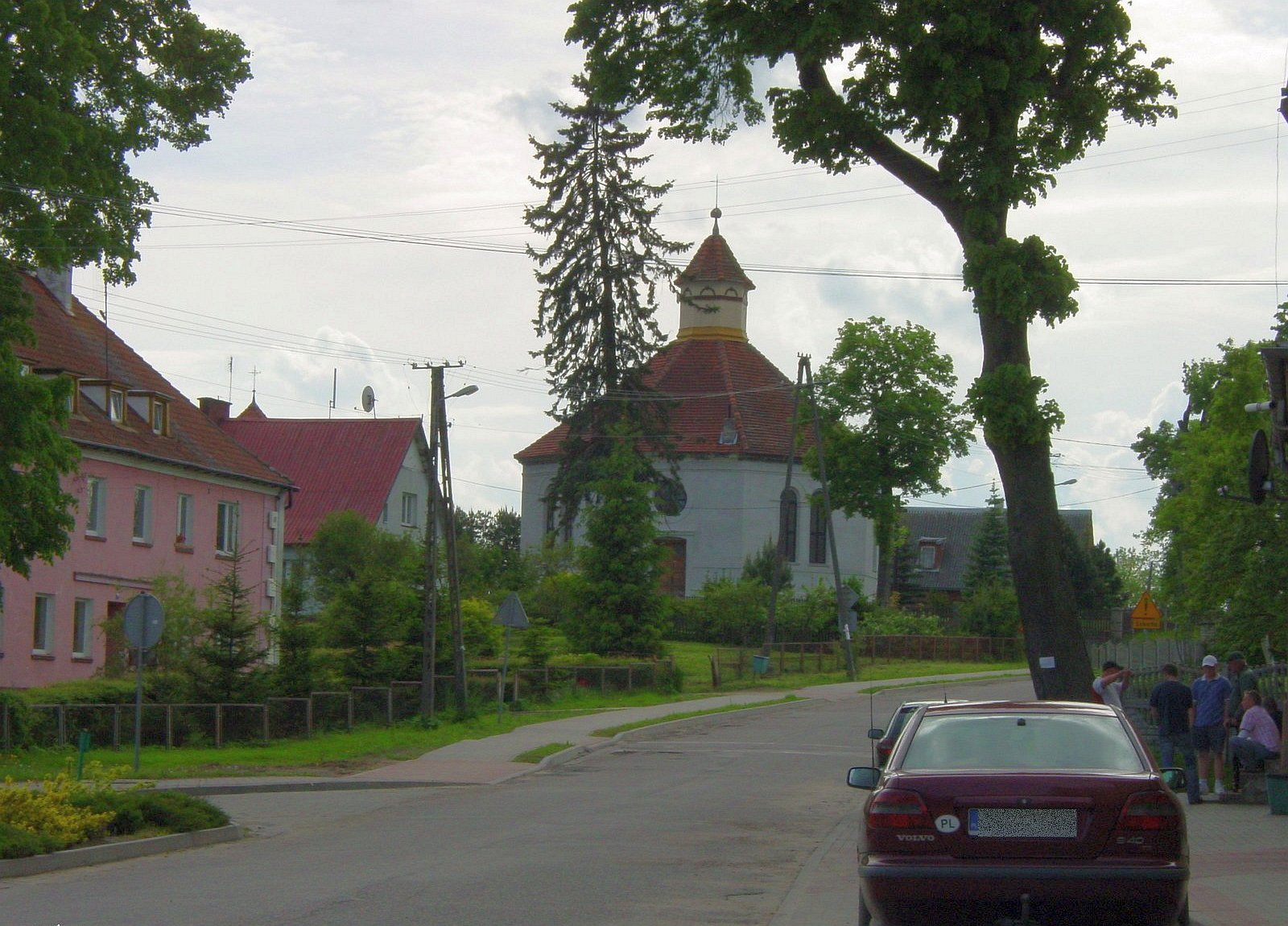
Die Hauptstraße in Radzieje mit Blick auf die Kirche

### Kirchengebäude
Die heutige Kirche ist das dritte Gotteshaus in Rosengarten resp. Radzieje. Während die ersten zwei aus der Ordenszeit bzw. aus dem Jahre 1673 wegen Baufälligkeit abgebrochen werden mussten, überstand das jetzige die beiden Weltkriege und wird bis heute gottesdienstlich genutzt. Es handelt sich um einen achteckigen verputzten Bau mit flachem Zeltdach und einem hölzernen Türmchen. Den Grundriss der Kirche gab der nachmalige König Friedrich Wilhelm IV. vor, nachdem sein Vater, König Friedrich Wilhelm III. bereits mit 1.000 Talern einen Löwenanteil der Kosten finanziert hatte. An der Ausstattung haben sich einige alte Schnitzwerke aus den Vorgängerkirchen erhalten. Bis 1945 war die Kirche ein evangelisches Gotteshaus, jetzt ist sie als „Christkönigskirche“ römisch-katholische Pfarrkirche.

### Kirchengemeinde

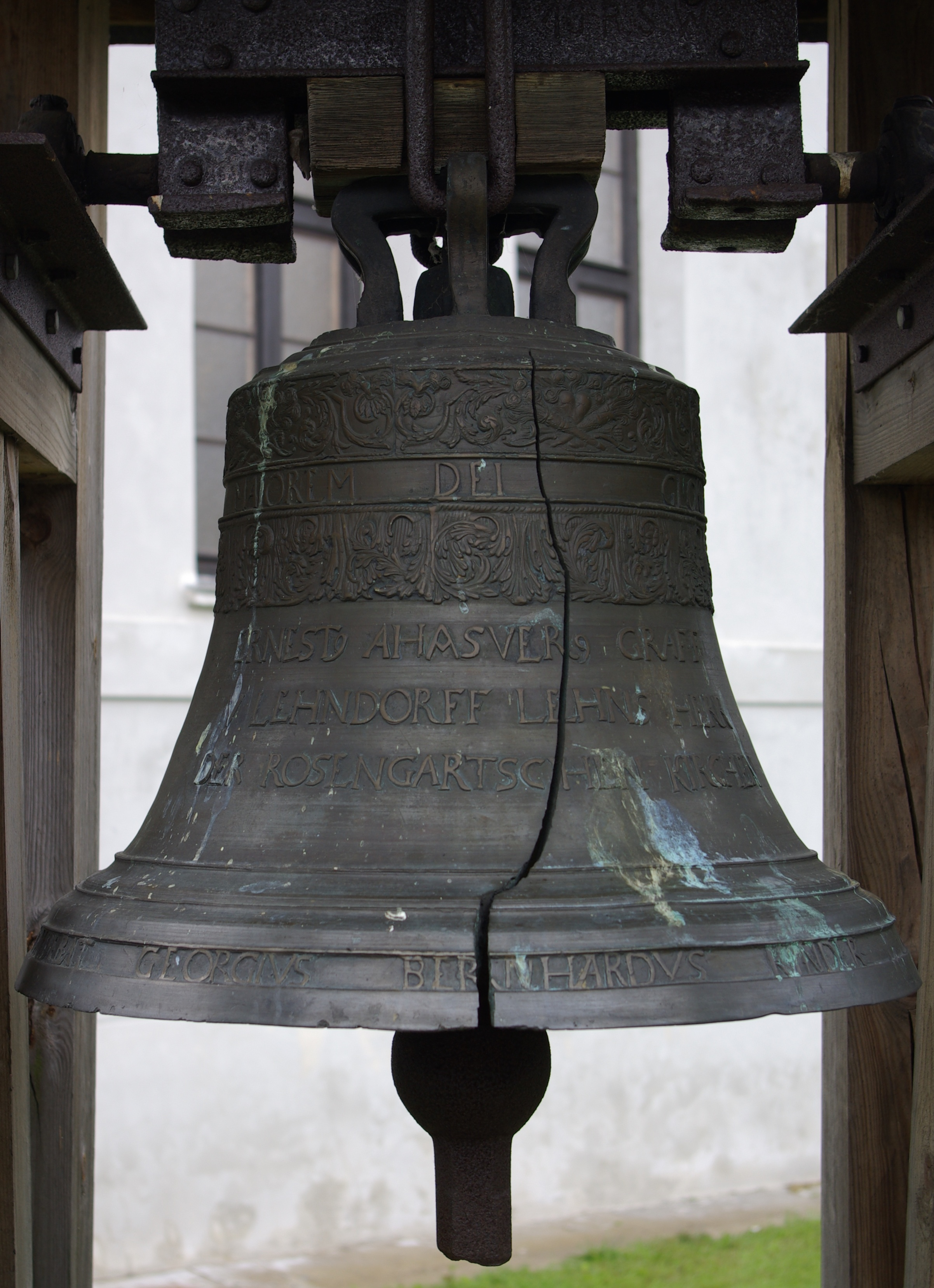
Die zersprungene Kirchenglocke von 1727 im separaten Glockenstuhl

#### Evangelisch
Bereits in vorreformatorischer Zeit war Rosengarten ein Kirchdorf. Mit der Einführung der Reformation wurde sie ein lutherisches Gotteshaus mit einem weitflächigen Kirchspiel mit zwanzig Dörfern, Ortschaften und Wohnplätzen. 1925 zählte die Kirchengemeinde Rosengarten 2.900 Gemeindeglieder, für die pfarramtliche Betreuung hinzu kamen noch 250 Gemeindeglieder aus der mit Rosengarten verbundenen Kirchengemeinde Doben (polnisch Doba). Sie gehörte bis 1945 zum Kirchenkreis Angerburg in der Kirchenprovinz Ostpreußen der Kirche der Altpreußischen Union.
Flucht und Vertreibung der einheimischen Bevölkerung in Kriegsfolge ließen das kirchliche Leben in dem nun Radzieje genannten Dorf bzw. Kirchspiel absterben. Heute leben nur wenige evangelische Kirchenglieder hier, die sich zur Kirchengemeinde in Węgorzewo (Angerburg) in der Pfarrei Giżycko (Lötzen) bzw. zur gleich weit entfernten Pfarrkirche in Kętrzyn (Rastenburg) halten, die beide zur Diözese Masuren der Evangelisch-Augsburgischen Kirche in Polen gehören.

#### Katholisch
Vor 1945 gab es in Rosengarten und Umgebung nur wenige katholische Einwohner. Sie waren in die Pfarrkirche Zum Guten Hirten in Angerburg im Bistum Ermland eingepfarrt. Heute ist der überwiegende Teil der Bevölkerung Radziejes katholischer Konfession, die die einst evangelische Ortskirche nun unter dem Namen „Christkönigskirche“ als ihre Pfarrkirche nutzt. Sie gehört zum Dekanat Węgorzewo im Bistum Ełk der Römisch-katholischen Kirche in Polen.

## Persönlichkeit des Ortes
- Kurt Hähling (* 7. November 1897 in Rosengarten), deutscher Generalmajor der Wehrmacht, Politiker (NDPD)/DDR († 1983)

## Verkehr

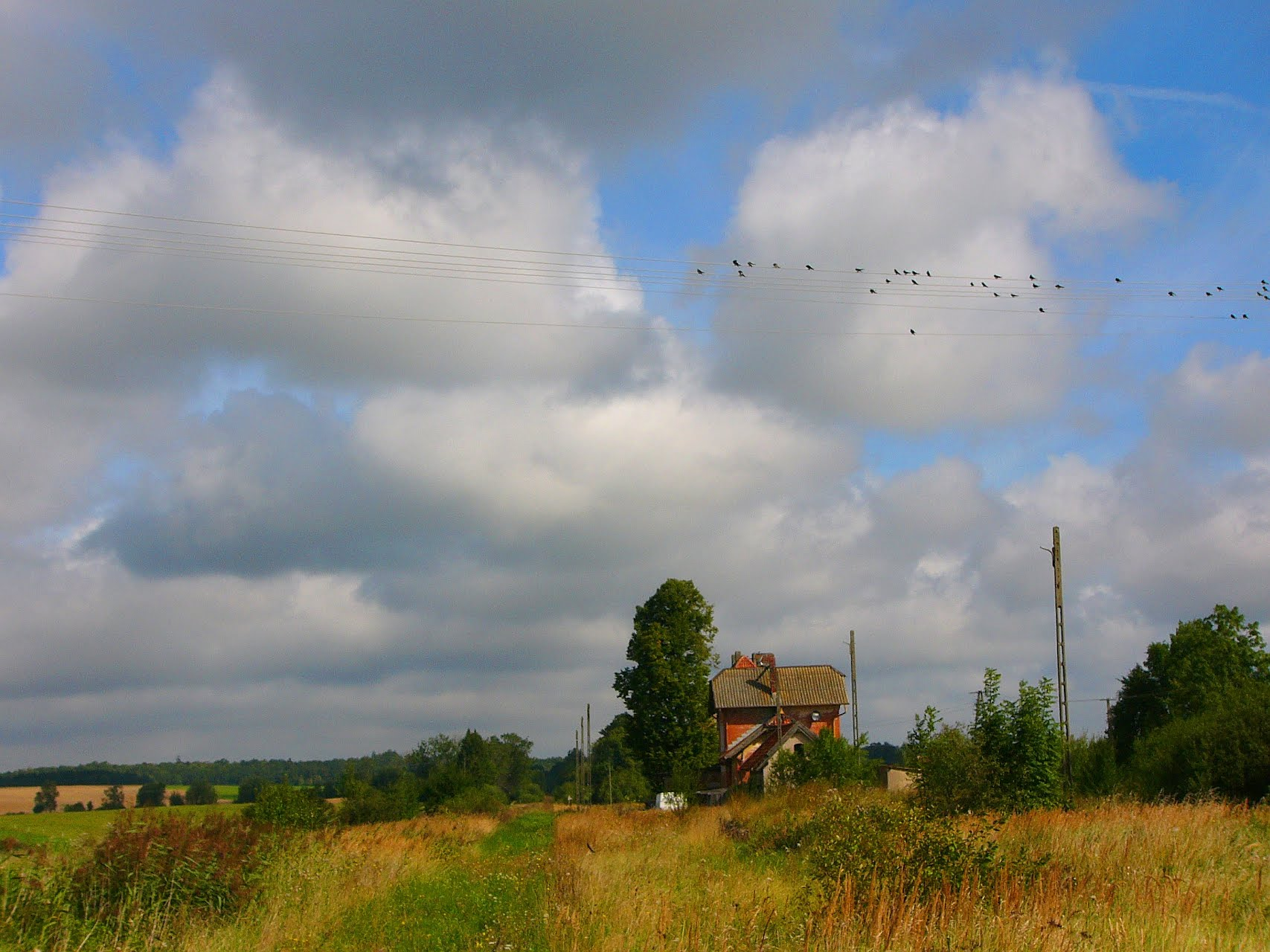
Der alte Bahnhof Radzieje Węgorzewski

Radzieje liegt verkehrsgünstig an einer Nebenstraße, die parallel zur Woiwodschaftsstraße 650 von Przystań (Pristanien, 1938 bis 1945 Paßdorf) nahe Węgorzewo nach Stara Różanka (Alt Rosenthal) zur Weiterfahrt nach Kętrzyn (Rastenburg) verläuft. In Radzieje enden eine von Westen aus Siniec (Groß Blaustein) kommende Landstraße sowie die von Südosten kommende Uferstraße von Doba (Doben).
Rosengarten ist seit 1907 eine Bahnstation an der Bahnstrecke Rastenburg–Angerburg. Nach dem Zweiten Weltkrieg wurde der Stationsname in „Radzieje Węgorzewskie“ geändert. Die Strecke, die zwischen 1941 und 1944 wegen ihrer Anbindung der „Wolfsschanze“ und des „OKH Mauerwald“ an das deutsche Schienennetz von hoher Bedeutung war, wird nicht mehr regulär betrieben.